# Camponotus depressus
Camponotus depressus es una especie de hormiga del género Camponotus, tribu Camponotini. Fue descrita científicamente por Mayr en 1866.
Se distribuye por Argentina, Brasil y Paraguay. Se ha encontrado a elevaciones de hasta 508 metros. Vive en bosques y selvas tropicales.